# 프랭크 벨 (주지사)
프랜시스 자딘 벨(Francis Jardine Bell, 1840년 1월 28일, 어퍼캐나다 토론토 ~ 1927년 2월 13일, 캘리포니아주 오클랜드)는 미국의 정치인이자, 제8대 네바다 부지사와 제6대 네바다 주지사를 역임하였다.

## 경력
- 1858 ~ 1860 네바다 대륙횡단 전신선 건설 감독
- 1883 ~ 1887 네바다 주립 교도소 교도소장
- 1889.01 ~ 1890.09 제8대 네바다 부지사
- 1890.09 ~ 1891.01 제6대 네바다 주지사